# كواد سيتي ثندر
كواد سيتي ثندر هو فريق كرة سلة أمريكي أٌسس عام 1987. يلعب الفريق في Continental Basketball Association ‏.